# کانیون (کالیفرنیا)
کانیون (به انگلیسی: Canyon) یک منطقهٔ مسکونی در ایالات متحده آمریکا است که در شهرستان کنترا کوستا، کالیفرنیا واقع شده‌است. کانیون ۳۴۷ متر بالاتر از سطح دریا واقع شده‌است.